# Iwan Stojanow (ur. 1983)
Iwan Iwanow Stojanow (bułg. Иван Иванов Стоянов, ur. 24 lipca 1983 w Sliwenie) – piłkarz bułgarski grający na pozycji bocznego pomocnika. Od 2016 roku jest zawodnikiem klubu Botew Płowdiw.

## Kariera klubowa
Karierę piłkarską Stojanow rozpoczynał w klubie OFK Sliwen 2000. W 2002 roku awansował do kadry pierwszej drużyny i w sezonie 2002/2003 zadebiutował w jego barwach w trzeciej lidze bułgarskiej. W 2005 roku odszedł do VfB Stuttgart. W sezonie 2005/2006 rozegrał 1 mecz w rezerwach tego klubu w Regionallidze. W 2006 roku wrócił do Sliwenu i w 2008 roku awansował z nim z drugiej do pierwszej ligi.
W 2009 roku Stojanow przeszedł do CSKA Sofia. W CSKA zadebiutował 9 sierpnia 2009 w zwycięskim 5:0 wyjazdowym meczu z Łokomotiwem Płowdiw, w którym strzelił 2 gole. W sezonie 2009/2010 wywalczył z CSKA wicemistrzostwo Bułgarii.
W 2010 roku Stojanow został zawodnikiem Ałaniji Władykaukaz. W Priemjer-Lidze swój debiut zanotował 14 marca 2010 w spotkaniu z Saturnem Ramienskoje (1:1). Na koniec 2010 roku spadł z Ałaniją do Pierwszej Dywizji.
Latem 2011 Stojanow wrócił do Bułgarii i został piłkarzem beniaminka ekstraklasy, Łudogorcu Razgrad. Zadebiutował w nim 11 września 2011 w zwycięskim 6:0 domowym meczu ze Slawią Sofia. Wraz z Łudogorcem wywalczył trzy mistrzostwa Bułgarii w sezonach 2011/2012, 2012/2013 i 2013/2014. Zdobył też dwa Puchary Bułgarii w latach 2012 i 2014.
W 2014 roku Stojanow wrócił do CSKA. W 2015 roku odszedł do Wereji Stara Zagora. Zimą 2016 roku trafił do PFK Montana, a latem do Botewu Płowdiw.
| Sezon   | Klub                | Kraj     | Rozgrywki        | Mecze | Bramki |
| ------- | ------------------- | -------- | ---------------- | ----- | ------ |
| 2002/03 | OFK Sliwen 2000     | Bułgaria | III. liga        | 5     | 1      |
| 2003/04 | OFK Sliwen 2000     | Bułgaria | III. liga        | 13    | 4      |
| 2004/05 | OFK Sliwen 2000     | Bułgaria | III. liga        | 19    | 10     |
| 2005/06 | VfB Stuttgart II    | Niemcy   | Regionalliga     | 1     | 0      |
| 2006/07 | OFK Sliwen 2000     | Bułgaria | II. liga         | 24    | 9      |
| 2007/08 | OFK Sliwen 2000     | Bułgaria | II. liga         | 15    | 16     |
| 2008/09 | OFK Sliwen 2000     | Bułgaria | A PFG            | 29    | 9      |
| 2009/10 | CSKA Sofia          | Bułgaria | A PFG            | 14    | 8      |
| 2010    | Ałanija Władykaukaz | Rosja    | Priemjer-Liga    | 24    | 2      |
| 2011/12 | Ałanija Władykaukaz | Rosja    | Pierwyj diwizion | 8     | 0      |
| 2011/12 | Łudogorec Razgrad   | Bułgaria | A PFG            | 25    | 16     |
| 2012/13 | Łudogorec Razgrad   | Bułgaria | A PFG            | 28    | 9      |
| 2013/14 | Łudogorec Razgrad   | Bułgaria | A PFG            | 12    | 0      |
| 2013/14 | CSKA Sofia          | Bułgaria | A PFG            | 15    | 3      |
| 2014/15 | CSKA Sofia          | Bułgaria | A PFG            | 6     | 0      |
| 2015/16 | Wereja Stara Zagora | Bułgaria | B PFG            | 2     | 0      |
| 2015/16 | PFK Montana         | Bułgaria | A PFG            | 13    | 1      |
| 2016/17 | Botew Płowdiw       | Bułgaria | A PFG            |       |        |

## Kariera reprezentacyjna
W reprezentacji Bułgarii Stojanow zadebiutował 17 listopada 2004 roku w zremisowanym 0:0 towarzyskim meczu z Azerbejdżanem.